# هاینریش فون لوتویتس
هاینریش دیپولت گئورگ فرایهر فون لوتویتس (به آلمانی: Heinrich Diepold Georg Freiherr von Lüttwitz) (۶ دسامبر ۱۸۹۶ – ۹ اکتبر ۱۹۶۹) نظامی بلندپایه آلمانی در دوره رایش سوم بود که در جریان جنگ جهانی دوم یگان‌هایی تا سطح سپاه را فرماندهی کرد.

## سال‌های اولیه
هاینریش فون لوتویتس روز ۶ دسامبر سال ۱۸۹۶ در کرومپاخ در سیلزی در پادشاهی پروس در خاندانی زمین‌دار با سابقه بلند نظامی زاده شد. مادرش کلارا فون اونرو هم تباری از خاندانی نظامی پروسی داشت. هاینریش دانش‌آموز خوبی در مدرسه بود. با مهارت در سوارکاری، در پی آغاز جنگ جهانی اول قصد در رسته سواره‌نظام وارد خدمت در نیروی زمینی امپراتوری آلمان شود که پدرش این اجازه را به او نداد.
به هر حال لوتویتس در سن هفده سالگی داوطلب خدمت نظامی شد و به عنوان سرباز وظیفه به جبهه غربی فرستاده شد. با نفوذی که برادرش داشت، روز ۴ دسامبر سال ۱۹۱۴ درجه ستوان دوم به صورت افتخاری به او اعطا شد. لوتویتس دوره آموزش افسری کوتاهی را گذراند و روز ۱۸ ژوئن سال ۱۹۱۵ با همان درجه ستوان دوم به سلک افسران درآمد. بلافاصله در هنگ ۴۸ پیاده‌نظام قرار گرفت و شروع به خدمت در پشت خط مقدم آن کرد. گفته می‌شود این مسئله هم تحت نفوذ پدرش برای در امان نگاه داشتن او از خطر بوده‌است. با این حال خود لوتویتس از این جایگاه راضی نبود و مکرراً درخواست‌های کتبی به مقامات بالا می‌فرستاد که وظیفه‌ای در خط مقدم به او بدهند. این درخواست‌ها در نهایت سال ۱۹۱۷ ثمر داد و او به فرماندهی یک دسته منصوب شد که آن را تابستان همان سال در نبردهای خونین سنگرها در شمال فرانسه هدایت کرد. در این مدت با نشان دادن عملکرد متمایز نشان‌های درجه ۲ و ۱ صلیب آهنین را دریافت نمود تا این که خود به شدت مجروح شد.
لوتویتس تا بهار سال ۱۹۱۸ در آلمان در بیمارستان بستری بود. سپس به عنوان فرمانده یک دسته سواره‌نظام به هنگ نخبه ۱ اولان منتقل شد. با پایان جنگ از این هنگ هیچگاه در رزمگاه استفاده نشد و به پادگان خود در بریک در سیلزی بازگشت.

## رایسشور
لوتویتس پس از جنگ اواخر سال ۱۹۱۹ با درجه ستوان دوم در رایشسور پذیرفته شد و در همان هنگ پیشین که هم‌اکنون هنگ ۸ سواره‌نظام نامیده می‌شد، باقی ماند. او در نهایت روز ۱ آوریل سال ۱۹۲۵ به درجه ستوان یکم ترفیع گرفت. سال ۱۹۲۷ وارد دوره آموزشی افسران ارشد ستادی در دانشکده منطقه نظامی خود شد. اوایل سال ۱۹۲۸ فارغ‌التحصیل گردید و به عنوان افسر اداری در همان دانشکده خدمت کرد. لوتویتس از ماه آوریل سال ۱۹۲۹ دوره آموزشی ویژه‌ای برای افسران آرایش‌های موتوریزه را گذراند. به شکل موفقی در رزمایش مختلف یگان‌های موتوریزه مشارکت داشت. او خود مدرس مفاهیم رزم مکانیزه در مراکز آموزشی مناطق نظامی دیگر شد.
لوتویتس روز ۱ فوریه سال ۱۹۳۱ به درجه سروان سواره‌نظام (ریتمایستر) ترفیع گرفت. سه هفته بعد وارد دوره آموزشی هدایت آتش توپخانه در آرایش‌های موتوریزه شد. سپس به بریک بازگشت و فرمانده گردان ۱ هنگ ۸ سواره‌نظام پیشین خود، شد. مقرر گشت این گردان موتوریزه شود و لوتویتس بر این فرایند و همچنین آموزش نیروهای آن در راهکنش‌های مرتبط نظارت کرد. در ادامه فرماندهی گردان ۳ موتوریزه به او سپرده شد. این گردان شامل‌های پنزر ۱ بود.

## ورماخت
لوتویتس روز ۱ ژانویه سال ۱۹۳۶ به درجه سرگرد ترفیع گرفت و همان روز رسماً به رسته نیروهای زرهی منتقل شد. با این وجود همچنان مهارت خود در زمینه سوارکاری را دنبال کرد. او رهبر تیم سوارکاری آلمان در المپیک ۱۹۳۶ برلین بود. با وجود عملکرد بسیار خوب تیم، خود لوتویتس نتوانست مدال طلا بگیرد. شاید بدین جهت، پس از این بازی‌ها به عنوان افسر ذخیره به ستاد هنگ ۴ سواره‌نظام در اینستربورک در پروس شرقی منتقل شد. در جریان گسترش سریع نیروهای مسلح آلمان، این هنگ تابستان سال ۱۹۳۷ موتوریزه و لوتویتس با تجربه در این زمینه روز ۱۲ اکتبر همان سال به عنوان فرمانده آن برگزیده شد تا بر این فرایند نظارت کند. البته پس از پایان کار فرمانده هنگ به افسر ارشدتر دیگری محول گشت و جایگاه لوتویتس به فرماندهی گردان ۱ آن تقلیل یافت. او روز ۱ مارس سال ۱۹۳۹ به درجه سرهنگ دوم ترفیع گرفت.

### جنگ جهانی دوم
ترفیع درجه:
- ۱ دسامبر ۱۹۱۴: ستوان دوم افتخاری
- ۱۸ ژوئن ۱۹۱۵: ستوان دوم
- ۱ آوریل ۱۹۲۵: ستوان یکم
- ۱ فوریه ۱۹۳۱ : سروان[۳]
- ۱ ۱ ژانویه ۱۹۳۶: سرگرد
- ۱ مارس ۱۹۳۹: سرهنگ دوم
- ۱ نوامبر ۱۹۴۱: سرهنگ
- ۱ دسامبر ۱۹۴۲: سرتیپ[۵]
- ۱ ژوئن ۱۹۴۳: سرلشکر
- ۱ نوامبر ۱۹۴۴: سپهبد (ژنرال نیروهای زرهی)

در پی آغاز جنگ جهانی دوم در ماه سپتامبر سال ۱۹۳۹، لوتویتس فرماندهی گردان شناسایی تیپ ۱ سواره‌نظام را در دست گرفت. این گردان بیشتر طول نبرد لهستان را در جایگاه ذخیره در کونیکسبرک در پروس شرقی گذراند. یگان لوتویتس روز ۱۴ سپتامبر در ورشو به تیپ خود ملحق گشت. لوتویتس دو روز بعد مجروح شد و برای درمان به کونیکسبرک منتقل گردید. بازگشت او به راس گردان تا اوایل سال ۱۹۴۰ به طول انجامید. این گردان در جریان نبرد فرانسه در مناطق شرقی باقی گذاشته شد. لوتویتس در این مدت وقت خود را با شکار و سوارکاری پر می‌کرد. به هر صورت از این شرایط بسیار سرخورده بود.
این بیکاری در نهایت هنگام تشکیل لشکر هجدهم زرهی در پاییز سال ۱۹۴۰ در نهایت به پایان رسید. بنابر درخواست اختصاصی سرتیپ والتر نرینگ، فرمانده این لشکر، لوتویتس همانند گذشته، مأمور به نظارت بر موتوریزه سازی هنگ ۱۰۱ پیاده‌نظام و آموزش آن در این ارتباط شد. پس از اتمام مناسب کار، لوتویتس، در عین ناباوری، به عنوان افسر ذخیره منطقه نظامی شماره ۱، به کونیکسبرک بازگردانده شد. نرینگ و همچنین سپهبد هاینتس گودریان اعتراض خود نسبت به این مسئله را دفتر پرسنل نیروی زمینی ابراز داشتند. بدین لوتویتس مقام فرماندهی نگرفت اما دست به عنوان ذخیره به لشکر یکم زرهی منتقل شد.
لوتویتس هفته نخست عملیات بارباروسا، تهاجم به شوروی، نظاره‌گر نبردهای گروه ارتش شمال بود. به هر صورت در نهایت پس از کشته شدن فرمانده هنگ ۵۹ پیاده‌نظام لشکر بیستم زرهی، لوتویتس روز ۲۹ ژوئن سال ۱۹۴۱ به عنوان جایگزین او به ناحیه رود نیمان فرستاده شد. در جریان تهاجم لشکر به سمت رود دونیا، یگان او روز ۷ ژوئیه بر با یک یورش پر سرعت بر روستای اولا در بلاروس مسلط گشت و خط دشمن را شکست. لوتویتس در تعقیب دشمن، با جلو افتادن از مابقی نیروهای لشکر خود، در یک حمله غافلگیرکننده شهر کلیدی ویتبسک را روز ۱۰ ژوئیه تسخیر کرد. او موضع توانست این موضع را در مقابل ضدحملات شدید ارتش سرخ حفظ کند؛ تا این که مابقی لشکر دو روز دیگر به آن‌جا رسید. لوتویتس باز هم دست از تعقیب دشمن نکشید و با فاصله کمی آن را دنبال می‌کرد. هنگ ۵۹ پیاده‌نظام در این مدت مداوما درگیر رزم بود و در این حین خود را به ۱۰۰ کیلومتری مسکو رساند. لوتویتس به جهت این عملکرد روز ۱ نوامبر به درجه سرهنگ ترفیع گرفت و روز ۲۰ دسامبر نشان صلیب آلمانی طلایی را دریافت کرد.
با آغاز ضدحمله زمستانی ارتش سرخ، هنگ ۵۹ پیاده‌نظام به آرامی تا شرق خط رودهای دسنا-اوکا عقب رانده شد. زان پس عملیات‌ها به سبب گل‌آلودی بهاره منطقه متوقف گردید. لشکر بیستم زرهی در این مدت استراحت و بازسازی به ناحیه بریانسک رفت. گردان ۱ هنگ لوتویتس به نفربرهای زرهی مجهز گشت. لشکر اواخر ماه آوریل سال ۱۹۴۲ به ناحیه اریول فرستاده شد. این نیروبخشی از عملیات فریب بود که شوروی را به تصور قرار داشتن تهاجم تابستانه ورماخت در بخش مرکزی خط مقدم انداخت. لوتویتس به خوبی از پس این مأموریت برآمد و با نبردی سخت شهر لیوْنی را تسخیر کرد. بدین چهت روز ۲۷ مه سال ۱۹۴۲ مفتخر به دریافت نشان عالی صلیب شوالیه صلیب آهنین شد و روز ۸ ژوئن به فرماندهی تیپ ۲۰ تفنگ‌دار متشکل از دو هنگ ۵۹ و ۱۰۱ پیاده‌نظام، منصوب گشت. سرتیپ ویلهلم فون توما، مافوق لوتویتس در این زمان، او را «سربازی پرشور و حرفه‌ای» توصیف کرده‌است.
واکنش شوروی به اقدامات آلمانی‌ها در مرکز خط مقدم، منجر به ادامه درگیری‌های سنگین شد. لوتویتس در حال سرکشی از مواضع پیشین، اواخر ماه ژوئیه در میانه یک درگیری نزدیک در شرق لیونی مجروح شد. سه هفته در یک بیمارستان خط مقدم در بریانسک بستری بود. روز ۲۰ اوت به جایگاه خود بازگشت. تا این زمان دیگر مشخص شده بود که تمرکز تهاجم آلمان بر مناطق جنوبی است و درگیری‌ها در مرکز فروکش کرد. لوتویتس مابقی سال ۱۹۴۲ را بخش نسبتاً غیرفعال ورونژ-لیونی گذراند. در این مدت سرتیپ والتر دوورت، فرمانده لشکر برای بهبود سلامتی به آلمان بازگردانده شد تا لوتویتس از روز ۱۰ اکتبر به صورت موقت لشکر را فرماندهی کند. با ناتوانی دوورت در بازگشت به خدمت، لوتویتس روز ۱ دسامبر به درجه سرتیپ ترفیع گرفت و در جایگاه فرماندهی لشکر بیستم زرهی تثبیت و دائمی شد.
لشکر بیستم زرهی اوایل ماه ژانویه سال ۱۹۴۳ به ناحیه اریول منتقل گردید تا از این مرکز مهم تدارکاتی آلمان محافظت کند. لوتویتس در مواجهه با حملات قدرتمند دشمن، قادر به حصول این مقصود شد؛ تا این که بارندگی بهاره مجدداً عملیات‌ها را از ماه مارس متوقف کرد. لشکر برای یک بازسازی سریع دیگر دوباره به بریانسک رفت. روز ۴ مه درحالی‌که لشکر آماده بازگشت به خط مقدم می‌شد، لوتویتس دستور گرفت فرماندهی لشکر را به سرتیپ مورتیمر فون کسل بسپارد و خود به برلین برود.
ارتشبد کورت فون سایتسلر، رئیس ستاد کل نیروی زمینی، لوتویتس را مسئول ستاد ویژه‌ای برای بازرسی از لشکرهای در حال تشکیل زرهی برای جبهه شرقی کرد. کار این ستاد در موازات با فعالیت بازرسی کل نیروهای زرهی گودریان که مستقل از فرماندهی عالی نیروی زمینی آلمان عمل میٰ‌کرد، بود. لوتویتس در این مدت روز ۱ ژوئن سال ۱۹۴۳ به درجه سرلشکر ترفیع گرفت. در پی شکست آلمان در تهاجم در ناحیه کورسک در ماه ژوئیه، لوتویتس به خط مقدم رفت و گزارشی از این نبرد تهیه کرد. به هر صورت به این گزارش هیچ توجهی نشد. لوتویتس از روز ۲۵ سپتامبر سال ۱۹۴۳ تا روز ۱ ژانویه سال ۱۹۴۴ در زمره افسران ذخیره بود.

#### نبرد نرماندهی
لوتویتس ماه ژانویه سال ۱۹۴۴ از طرف فرماندهی عالی نیروی زمینی برای بازرسی از لشکرهای زرهی به فرانسه فرستاده شد. پس از بازگشت به برلین در روز ۲۵ ژانویه، به توصیه گودریان، در مقام فرماندهی لشکر دوم زرهی در جبهه شرقی جایگزین سرتیپ وولرات لوبه شد. روز ۱ فوریه به بوبرویسک در بلاروس پرواز کرد تا بقایای این لشکر را برای انتقال به فرانسه آماده کند. تجهیزات لشکر پشت سر باقی گذاشته شد. روز ۱۷ فوریه قرارگاه خود را در قلعه‌ای در حومه آمین در فرانسه مستقر و کار بازسازی لشکر را آغاز کرد. نیروهای جایگزین تامین‌شده برای این لشکر عموماً سربازان وظیفه ۱۷ یا ۱۸ ساله و تعدادی سربازان بازیابی‌شده از جراحت در جبهه شرقی بودند. لوتویتس سعی کرد این افراد را در یگان‌ها به خوبی پخش کند تا هیچ‌یک صرفاً متشکل از نیروهای تازه‌کار نباشد. او افسران دارای نشان‌های عالی را به جایگاه‌های بالاتر ارتقا داد. با پیش‌بینی تلفات در میان آن‌ها در نبردهای آتی، این افراد برای فرماندهی سطح بالاتر هم آموزش دیدند. لشکر دوم زرهی بدین شکل ساختار نسبتاً مناسبی یافت و در قالب گروه زرهی غرب تحت امر سپهبد لئو گیر فون شْوِپنبورگ قرار گرفت.
پیاده‌سازی متفقین در نرماندی روز ۶ ژوئن سال ۱۹۴۴ به وقوع پیوست. لشکر دوم زرهی از روز ۱۰ ژوئن وارد نبرد نرماندی شد. جهت اجتناب از تحمل آسیب از برتری هوایی دشمن، نیروهای با بهره‌گیری از آموزش‌های پیشین در این زمینه، در راهپیمایی‌های شبانه یا در پوشش مه صبحگاهی، با طی میانگین ۱۰۰ کیلومتر در روز از روز ۱۴ ژوئن در عرض دو روز خود را به موضع آغاز ضدحمله در ناحیه رود اودون رساند. عوامل شناسایی متفقین قادر به شناسایی این حرکت نشدند و ضدحمله لشکر دوم زرهی از روز ۱۴ ژوئن نیروهای بریتانیایی مورد هدف را غافلگیر کرد. در این حال یک سپاه بریتانیایی در تلاش بود از جناح چپ شهر کلیدی کائن را دور بزند و لوتویتس موظف بود جلوی آن را بگیرد و دشمن را عقب براند. او عملکرد نسبتاً موفقی داشت و مواضعی را پس گرفت. او پیش‌بینی عکس‌العمل دشمن، پیش از آغاز گلوله‌باران توپخانه بریتانیایی‌ها عناصر پیشتاز خود را سپیده دم روز ۱۵ ژوئن بدون آسیب عقب کشید. ضدحمله از ظهر همان روز از سرگرفته شد و تا روز ۱۸ ژوئن چندین روستا هم در رزم سنگین پاکسازی گردید. به هر صورت با مقاومت شدید بریتانیایی‌ها در مواضع دفاعی آماده، پیشروی لوتویتس در نهایت روز ۱۹ ژوئن در روستای بریکِسار متوقف شد. به هر صورت تلفات وارد آمده به دشمن قابل ملاحظه بود و تهاجم آن به کائن برای مدتی به تعویق افتاد. البته به نیروهای لوتویتس هم کم نبود. به تقاضای برای نیروی جایگزین ترتیب اثر داده نشد.
پیش از فرا رسیدن پیاده‌نظام، لشکر لوتویتس برای یک هفته مستقیماً در خط مقدم بود و یگان‌های متحرک او فرسایش بیشتری تحمل کرد. اواخر ماه در نهایت از خط مقدم خارج شد و شبانه به سمت جنوب غربی رفت. لشکر در ناحیه رود ویر مستقر شد و موضع خود را در برابر حملات آمریکایی‌ها تا روز ۲۲ ژوئیه حفظ کرد؛ تا این که از خط مقدم خارج شد و در جایگاه ذخیره قرار گرفت. لوتویتس روز ۲۹ ژوئیه مأمور به ضدحمله و بستن شکاف بین مواضع آلمانی‌ها در ناحیه بین نوتر-دام-دو-سانیلی و ویرِئو شد. او مقداری پیشرفت حاصل کرد اما دخالت هواگردهای دشمن اجازه تکمیل این مأموریت را نداد. به هر حال ضدحمله متعاقب آمریکایی‌ها در درگیری‌های شدید دور روزه در چند نقطه دفع شد.
آمریکایی‌ها روز ۲ اوت خط لشکر سیصد و پنجاه و دوم ورماخت را شکستند و با تسخیر قرارگاه آن، فرمانده لشکر را کشتند. همان روز باقی‌مانده نیروهای این لشکر تحت امر لوتویتس قرار گرفتند. این موضوع گونه‌ای از نیروی کمکی، نخستین بار از ماه مه، به حساب می‌آمد اما به بر صورت خط مقدم مربوط به او بزرگ‌تر می‌کرد. سه روز بعد با دریافت گروهانی از ۱۲ تانک پنسر ۳۸(تی)، توان لشکر دوم زرهی تنها به نصف میزان اولیه رسید. تا به کنون هر چهار نفر از فرماندهان هنگ‌های لشکر کشته شده بودند و هر چهار یگان را چهار سرگرد موقتاً هدایت می‌کردند. یکی از آن‌ها چند روز بعد کشته شد.
در همین مدت آمریکایی‌ها توانستند از سر ساحل نرماندی خارج شوند. فرماندهی عالی آلمان دستور به ضدحمله سپاه ۴۷ زرهی به پشت سر نیروی جلودار دشمن داد تا با رساندن خود به دریا آن را محاصره منهدم کند. لشکر لوتویتس بخشی از این حرکت بود. با وجود حصول دو رخنه در خط آمریکایی‌ها، امکان رسیدن لشکر دوم زرهی به دریا وجود نداشت و هواگردهای متفقین خسارت سنگینی به آن وارد آوردند. این لشکر روز ۱۵ اوت مجموعاً تنها حدود ۲٬۰۰۰ نفر نیرو، ۵ توپ خودکششی و ۷ تانک داشت داشت. لوتویتس و لشکرش درون محاصره فالز بودند اما به شکل آشفته‌ای خود را روزهای ۲۰ و ۲۱ اوت از آن بیرون کشیدند. لوتویتس که در این میانه سعی در ایجاد انسجام در یگان داشت، خود به شدت مجروح شد. به هر حال حاضر به ترک نیروهای خود نشد و آن را تا اورویل رساند. روزهای آتی صرف پوشش عقب‌نشینی ارتش‌های پنجم زرهی و هفتم از جمله در شرق رود سن شد. لشکر خود تا روز ۲۹ اوت تا لوکزامبورگ عقب نشست. در نهایت لوتویتس به دستور مستقیم روز ۱ سپتامبر سپهبد هانس فون فونک، فرمانده سپاه ۴۷ زرهی، وادار شد به بیمارستان برود. او را با هواپیما به ویزبازدن بردند. روز ۳ سپتامبر سال ۱۹۴۴ برگ‌های بلوط به صلیب شوالیه لوتویتس افزوده شد.

#### فرماندهی سپاه ۴۷ زرهی
لوتویتس روز ۴ سپتامبر سال ۱۹۴۴ راهی بازگشت به قرارگاه خود در لوکزامبورگ بود که در پی عزل سپهبد فون فونک، فرمان گرفت به متس برود و فرماندهی سپاه ۴۷ زرهی را در دست بگیرد. لوتویتس بیشتر ماه سپتامبر مشغول بازسازی یگان بهم ریخته خود پشت رود موزل بود. روز ۲۱ سپتامبر یک ضدحمله در پوشش هوای مه‌آلود و ابری در طول کانال مارن-راین به سمت نانسی اجرا کرد که حائز مقداری موفقیت بود؛ تا این که هوا دوباره باز و برتری هوایی دشمن مجدداً باعث توجه او شد. فرماندهی عالی خواهان ادامه ضدحمله از روز بعد بود اما لوتویتس سازمان مجدد را برای نیروهایش لازم می‌دید. هر دو فرمانده بالادستی ارتش و گروه ارتش با او هم نظر بودند. لوتویتس با دریافت تیپ ۱۰۶ زرهی، از روز ۲۴ سپتامبر ضدحمله را از سر گرفت. شرایط مورد نخست این بار نیز تکرار شد. فرماندهی عالی با الحاق لشکر یازدهم زرهی به این سپاه، باز هم دستور به ادامه حمله از روز بعد داد. به هر حال چیز چندانی از توان لشکر یازدهم زرهی پس از نبردهای پیشین آن باقی نمانده بود. لوتویتس آن‌چنان برآشفت و مخالفت خود با این فرمان را ابراز کرد که سپهبد هاسو فون مانتویفل، فرمانده ارتش پنجم زرهی او را با وجود بی‌میلی، با قرارگاه سپاه ۴۷ زرهی به مناطق آرام‌تر شمالی‌تر فرستاد و سپاه ۵۸ زرهی را در اجرای فرمان جایگزین کرد که البته در نهایت نتیجه‌ای نداشت. لوتویتس مدتی بعد با نوشتن نامه‌ای بابت رفتار خود از مانتویفل عرض خواهی کرد که مورد پذیرش قرار گرفت.
سپاه ۴۷ زرهی میانه ماه اکتبر سال ۱۹۴۴ از آلزاس به ناحیه رود راین در شمال رفت. این سپاه لشکر نهم زرهی و پانزدهم پانتسرگرنادیر را تحت هدایت داشت. لوتویتس حمله‌های محدودی را در مرداب‌های پیل در هلند به اجرا گذاشت. در حال عقب‌نشینی به جایگاه ذخیره بود که روز ۱ نوامبر به درجه سپهبد (ژنرال نیروهای زرهی) ترفیع گرفت. او در میانه ماه نوامبر به حملات خود علیه نیروهای آمریکایی برای کاهش فشار بر پیاده‌نظام آلمان ادامه داد. در این نبردها به دشمن تلفات زیادی وارد کرد و خود نیز متحمل تلفات سنگین شد. سپاه ۴۷ زرهی روز ۲۴ نوامبر مجدداً در جایگاه ذخیره قرار گرفت. مدت کوتاهی بعد لیندرن سقوط کرد و لوتویتس موظف به ضدحمله شد. او حتی توانست شهر را محاصره کند اما نبود پشتیبانی پیاده‌نظام موجب شکست در بازپس‌گیری آن شد. سپاه آغاز ماه دسامبر باز هم به جایگاه ذخیره بازگشت.
نبرد آردن
در جریان طرح‌ریزی و آماده‌سازی مخفی برای تهاجم گسترده در ناحیه آردن، لوتویتس و دو فرمانده لشکرهای او روز ۱۲ دسامبر به صورت محرمانه به پناهگاه مخفی هیتلر در آلدرهورست رفتند و از این طرح مطلع شدند. لوتویتس می‌بایست با دو لشکر زرهی و یک لشکر فوکس‌گرنادیر در این تهاجم مشارکت می‌کرد. سپاه ۴۷ موتوریزه مأمور به پیشروی در ناحیه بین رودهای اور و گرف در بلژیک به سمت شهر باستون بود. او پس از ابلاغ وظایف هر یک ار لشکرها، سرتیپ هنینگ شونفلت، فرمانده لشکر دوم زرهی را که در قابلیت توان لشکر خود برای چنین کاری شک داشت، را با هماهنگی مانتویفل، خلع و با سرهنگ ماینهارت فون لوشرت کرد. البته لوتویتس خود نیز خوش‌بینی چندانی به نتیجه‌بخش بودن این عملیات نداشت.
تهاجم در ناحیه آردن، آخرین تهاجم بزرگ آلمان در جنگ، صبح روز ۱۶ دسامبر سال ۱۹۴۴ آغاز شد. سپاه لوتویتس با تمرکز بر خط مقدمی به طول تنها ۱۸ کیلومتر، تنها یک هنگ پیاده‌نظام ایالات متحده را در مقابل خود داشت. درحالی‌که پس از حرکت اولیه نسبتاً مناسب، لوتویتس تصور می‌کرد مهم‌ترین هدف او باستون است، فرماندهی عالی اعلام کرد اگر امکان تصرف سریع این شهر پدید نیامد، نیروهای زرهی می‌بایست آن را پشت سر بگذارند و به پیاده‌نظام متعاقب بسپارند و خود به پیشروی به سمت رود موز ادامه دهند. با این وجود تا شب ۱۸ دسامبر لوتویتس اصرار داد بوستونیه را محاصره و تمام سپاهش به آن حمله کند. مانتویتل، تحت فشار فرماندهی عالی، این درخواست را رد کرد و تنها اجازه یک حمله محدود را داد. در این حال لشکر دوم زرهی پس از عبور از شمال باستون، در روستای نوویل به سد محکم دفاعی آمریکایی‌ها برخورد کرد و متوقف شد. لوتویتس که می‌پنداشت توان آمریکایی‌ها بیش از حد در نظر گرفته شده‌است، خود شخصاً یک همه با پشتیبانی زرهی به این موضع را رهبری کرد. در مواجهه مقاومت شدید دشمن، تسخیر این روستا تا دو روز بعد، ۲۰ دسامبر، به طول انجامید و خسارت زیادی به لشکر دوم زرهی زد. دو لشکر دیگر هم عملکرد بهتری نداشتند. میل لوتویتس به همراهی لشکر سابق خود، این دو لشکر دیگر را تقریباً به حال خود رها کرده بود. تا این زمان لوتویتس سه روز از برنامه عملیاتی عقب افتاده بود.
بدین شکل دیگر امیدی برای سلطه پرسرعت بر بوستونیه باقی نماند. مدت این تأخیر آمریکایی‌ها مجموعاً ۱۸٬۰۰۰ نفر را در این شهر کوچکِ کمتر از ۴٬۰۰۰ نفری اما پراهمیت، مستقر کردند. لوتویتس مجموعاً ۴۵٬۰۰۰ نفر نیرو داشت اما طبق دستور، شب ۲۰ دسامبر لشکر فوکس‌گرنادیر خود را با تقویت نمودن با یک هنگ، مسئول حفظ محاصره باستون کرد و به دو لشکر دیگر فرمان به ادامه حرکت از شمال و جنوب آن داد. او که تصور می‌کرد حمله مستقیم به بوستونیه پر خسارت و زمان‌برخواهد بود، سعی کرد به گونه دیگری بر آن مسلط شود. بدین ترتیب دو افسر از ستاد سپاه ۴۷ زرهی به نزد فرمانده آمریکایی‌های در محاصره فرستاده شد تا با اغراق در توان آلمانی‌ها، ضرب‌الاجلی برای تسلیم به آن‌ها ابلاغ کنند. فرمانده آمریکایی با حالتی از طعنه و کنایه این ضرب‌الاجل را رد کرد. وقتی خبر این اتفاق به مانتویفل رسید موجب ناراحتی و برآشتفگی او از این کارِ بدون مجوزِ لوتویتس شد. به هر حال برای پر کردن «بلوف» او، از گروه ارتش ب و لوفت‌وافه تقاضای حداکثر پشتیبانی توپخانه و هوایی شد. گروه ارتش توپخانه‌ای نفرستاد؛ در حقیقت یخبندان جاده‌ها شش روز بود که اجازه رسیدن توپخانه خود لشکرهای سپاه را هم نمی‌داد. به هر صورت مقداری حملات هوایی به بوستونیه صورت گرفت که البته تأثیر چندانی نداشت.
در ادامه برخلاف دستور اولیه فرماندهی عالی، به خواست مانتویفل لشکر دوم زرهی یکی از هنگ‌ها و تمام پشتیبانی توپخانه خود را به طرف بوستونیه فرستاد. رسیدن نیروهای کمکی دیگر هم در نهایت فایده‌ای نداشت و آلمانی‌ها نتوانستند بوستونیه را تصرف کنند. آمریکایی‌ها روز ۲۶ دسامبر از بیرون یک راه تدارکاتی به شهر باز و مدتی بعد لشکر دوم زرهی سپاه لوتویتس را که دیگر سوختی نداشت، در ۶ کیلومتری رود موز متوقف کردند. ضدحمله گسترده متفقین با پشتیبانی شدید هوایی بلافاصله آغاز شد. چندین یگان بزرگ سپاه از جمله بیشتر لشکر دوم زرهی، منهدم شدند. چند هزار نفر از نیروهای لوتویتس به محاصره افتادند که تنها ۶۰۰ نفر توانستند بدون هیچ خودرویی خود از آن برهانند. لوتویتس دستور به گرفتن حالت دفاعی داد. مابقی نیروهای سپاه ۴۷ زرهی تا روز ۲۸ ژانویه سال ۱۹۴۵ تا رودخانه رور و خط دفاعی وست‌وال در مرز پیشین آلمان و فرانسه عقب نشستند؛ تقریباً جایی که تهاجم را از آن آغاز کرده بودند. در این موقعیت سپاه در ناحیه ویاندن تحت امر ارتش هفتم زرهی بود.

#### محاصره رور و تسلیم
درحالی‌که نیروی چندانی برای سپاه ۴۷ زرهی باقی نمانده بود، لوتویتس به همراه قرارگاه سپاه به دستور فیلدمارشال والتر مدل، فرمانده کل جبهه غربی، به تربورخ در هلند در شمال فرستاده شد. اواخر ماه فوریه سال ۱۹۴۵، لشکرهای پانزدهم پانتسرگرنادیر و صدوشانزدهم زرهی زیر نظر سپاه لوتویتس قرار گرفت. این دو لشکر بسیار ضعیف بودند و مجموعاً تنها ۳۵ تانک داشتند. این سپاه با این شرایط، تنها نیروی ذخیره گروه ارتش ها به حساب می‌آمد. کار چندانی از دست این نیرو در مقابل تهاجم بزرگ نیروهای بریتانیایی از اواخر ماه مارس برنمی‌آمد. بیشتر نیروهای لشکر صدوشانزدهم زرهی سپاه لوتویتس در درگیری‌های جنوب ناحیه لیپه از بین رفتند. او با دریافت لشکر صدونودم پیاده‌نظام، مسئول جلوگیری از گذر دشمن از این ناحیه شد. به هر حال دیگر چنین کاری به هیچ وجه ممکن نبود. نیروهای او تا ناحیه صنعتی رور عقب رانده شدند. سپاه ۴۷ زرهی لوتویتس به همراه تعداد دیگری از یگان‌های آلمانی، از روز ۳۱ مارس در این ناحیه به محاصره افتادند. خود فیلدمارشال مدل هم درون محاصره بود. او فرماندهی کلی هر دو سپاه ۴۷ زرهی و ۶۳ را تحت عنوان «گروه فون لوتویتس» با شمول چهار لشکر به لوتویتس محول کرد. این نیرو از شمال لیپشتات در شمال در یک موضع قوسی‌شکل، تا سد مونه در جنوب کشیده شده بود.
به هر حال لوتویتس دیگر به این نتیجه رسیده بود که جنگ مغلوبه شده است و مقاومت بیشتر فایده‌ای ندارد. با فراگیری این تفکر در نیروهای درون محاصره، شرایط به سرعت رو به وخامت رفت. درحالی‌که عده‌ای همچنان مقاومت می‌کردند و عده دیگری در تلاش برای خروج از محاصره بودند، لوتویتس و اعضای ستادش، همانند اکثر دیگر آلمانی‌های باقی مانده، در نهایت روز ۱۶ آوریل سال ۱۹۴۵ خود را تسلیم آمریکایی‌ها کردند.

## پس از جنگ
لوتویتس سال ۱۹۴۶ از اسارت آزاد شد و به خانه خود در نویبورگ در بایرن بازگشت. در دوران بازنشستگی علاقه خود در سوارکاری را که برای مدت طولانی ناچار ترک کرده بود، مجددا پی گرفت. سپهبد هاینریش فون لوتویتس در نهایت ۹ اکتبر سال ۱۹۶۹ در نویبورگ در سن هفتاد و سه سالگی درگذشت.

## نشان‌ها
- صلیب آهنین:
  - درجه ۲: ۱۸ مه ۱۹۱۵
  - درجه ۱: ۲ ژوئن ۱۹۱۸

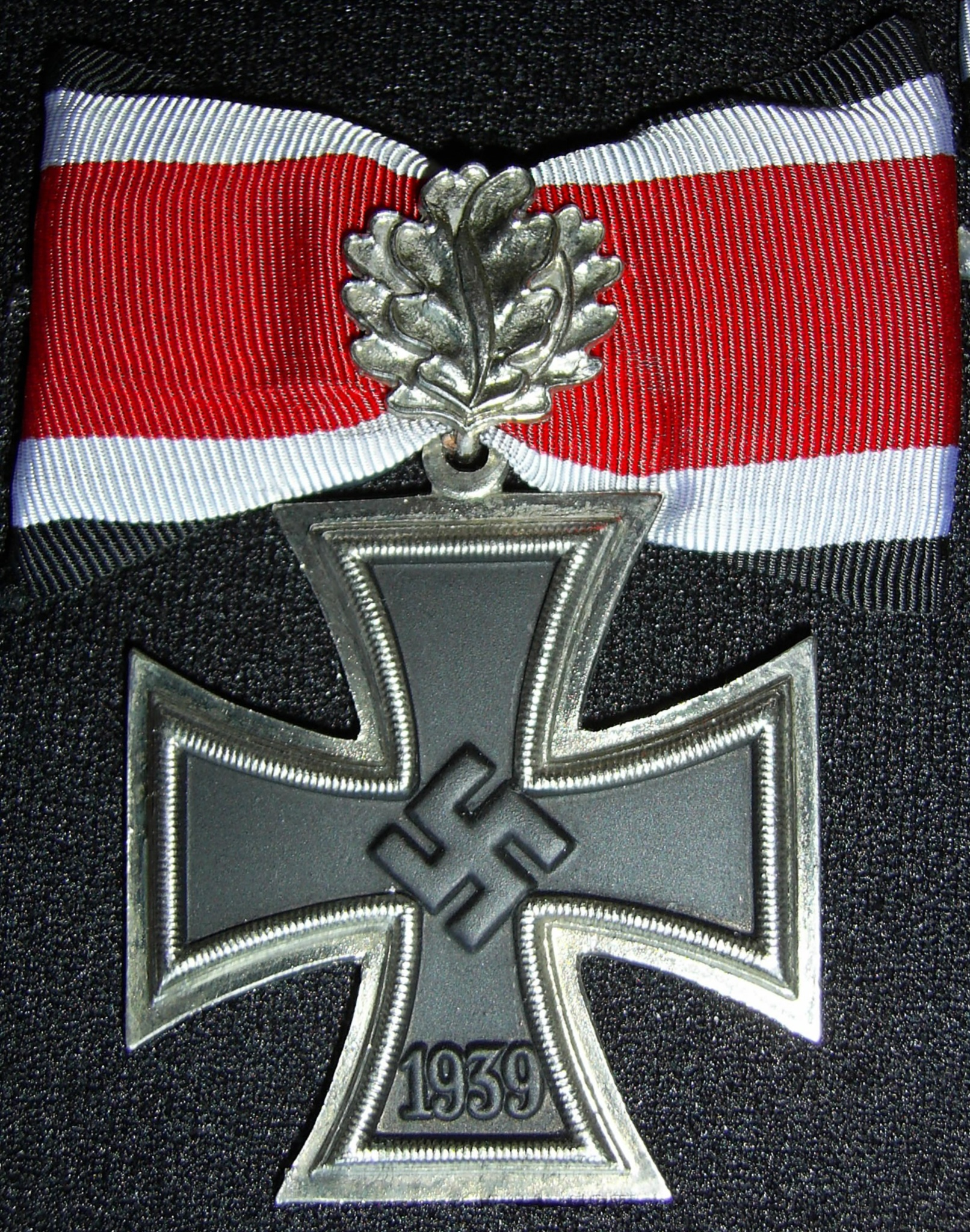
صلیب شوالیه صلیب آهنین با برگ‌های بلوط

- نشان سیاه زخمی: ۱۹۱۸ : جراحت در ۵ اکتبر ۱۹۱۴ در وردون
- صلیب افتخار برای رزمندگان خط مقدم: ۱۹۳۴
- نشان یادبود ۱ اکتبر ۱۹۳۸ (سودتنلند): ۱۹۳۹
- گیره ۱۹۳۹ صلیب آهنین:
  - درجه ۲: سرهنگ دوم - فرمانده گردان ۱ شناسایی در لشکر یکم پیاده‌نظام : ۲۰ سپتامبر ۱۹۳۹
  - درجه ۱: سرهنگ دوم - فرمانده هنگ ۵۹ پیاده‌نظام: ۱ اوت ۱۹۴۱
- نشان نقره‌ای زخمی: ۲ مارس ۱۹۴۰ : جراحت دوم در ۲ سپتامبر ۱۹۳۹
- نشان رزمی زرهی: ۷ اوت ۱۹۴۱
- صلیب آلمانی طلایی: سرهنگ دوم - فرمانده هنگ ۵۹ پیاده‌نظام: ۱۹ دسامبر ۱۹۴۱
- صلیب شوالیه صلیب آهنین: هزار و صد و یکمین فرد - سرهنگ - فرمانده هنگ ۵۹ پیاده‌نظام: ۲۷ مه ۱۹۴۲
  - برگ‌های بلوط: پانصد و هفتاد و یکمین فرد - سرلشکر - فرمانده لشکر دوم زرهی: ۳ سپتامبر ۱۹۴۴
  - شمشیرها: پیشنهاد اعطا به عنوان صد و پنجاه و هفتمین فرد در آوریل ۱۹۴۵ : عدم اعطا در پی تسلیم
- نشان طلایی زخمی: ۲۹ اوت ۱۹۴۲
- نشان نبرد زمستانی ۱۹۴۱/۴۲ در جبهه شرقی: ۱۹۴۲[۲۱]

## زندگی خصوصی
لوتویتس هنگام استقرار در بریک با یوتا فون انگلمان، خواهر یکی از همکاران خود، آشنا شد. این دو پائیز سال ۱۹۲۰ در عمارت خانواده فون انگلمان در پروس شرقی با یکدیگر ازدواج کردند. پسر آن‌ها هانس ماه ژانویه سال ۱۹۲۲ به دنیا آمد. به هر صورت یوتا از زندگی خود راضی نبود و بهار همان سال هاینریش را ترک کرد تا وصلت آن‌ها عملاً به پایان برسد. لوتویتس با رابطه نزدیکی که با سرهنگ دوم هانس فون اشتاین سو کوخبرگ، فرمانده هنگ خود داشت، سال ۱۹۲۶ عاشق دختر نوزده ساله او، این بار هم به نام یوتا، شد. اواخر سال ۱۹۲۷ از همسر پیشین خود در برسلاو رسماً طلاق گرفت. هاینرش فون لوتویتس و یوتا فون اشتاین روز ۱۱ دسامبر سال ۱۹۲۸ در اوبرناودورف در نزدیکی درسدن با یکدیگر ازدواج کردند. فرزند نخست آن‌ها دختری به نام کریستا ماه ژوئیه سال ۱۹۲۹ به دنیا آمد. دومین و واپسین فرزند این ازدواج پسری به نام هانس-یورگن سال ۱۹۳۲ زاده شد.

## کتابشناسی
- Mitcham, Samuel W.; Mueller, Gene (2012). Hitler's Commanders: Offers Of The Wehrmacht, The Luftwaffe, The Kriegsmarine And The Waffen-SS. Rowman & Littlefield Publishers. ISBN 978-1-4422-1154-4.